# Tom Clancy's Op-Center
Tom Clancy's Op-Center är en serie böcker av den amerikanske författaren Tom Clancy. Serien är inom genren teknologisk thriller.

## Handling
OP-Center är en fiktiv specialistenhet i Washington, D.C., som figurerar i ett antal romaner. Den har bildats av den amerikanska presidenten för att lösa allvarliga kriser som kan äventyra landets säkerhet. I enheten finns omkring 100 personer och man får följa vissa av de högst uppsatta; de är diplomater, psykologer, militärer och datagenier. De löser problem och bidrar alla med sin expertis. 

## Återkommande karaktärer i serien
- Paul Hood - direktör för OP-center och före detta borgmästare i Los Angeles

- Mike Rodgers - vise direktör för OP-center

- Matt Stoll - dataansvarig, lite av ett geni

## Böcker i serien

### Provokation
Den första boken i serien heter "Provokation". En liten grupp terrorister i Sydkorea vill starta krig mellan Nord- och Sydkorea. De vill på detta sätt krossa Nordkorea och sedan ena Nord- och Sydkorea, terroristerna består av allt från städare till mäktiga överstar. Op-Center och Sydkoreas underrättelsetjänst försöker stoppa deras plan.

### Farlig vision
I ett nyss återförenat Tyskland återföds gamla skräckvisioner. Nynazistiska grupper opererar för att sprida sin våldslära och förverkliga slumrande drömmar. Men det här året är inte Tyskland den enda måltavlan. Det finns planer på att undergräva demokratierna i hela Europa och att skapa kaos i Förenta Staterna. 
När Paul Hood och hans team besöker Tyskland för att köpa upp teknologi till sitt nya regionala Op-Center blir de indragna i krisen. Ett Op-Center är ett s.k. "crisis management team", en specialistenhet som inrättats av den amerikanska presidenten och som skall rycka ut närhelst och varhelst amerikanska säkerhetsintressen är hotade. Hoods team avslöjar en skrämmande organisation bakom de nedbrytande krafterna - en grupp som har tillgång till ytterst sofistikerad teknik för att utså hat och påverka skeendet i hela världen.

### Belägring
Detta är den fjärde delen i Tom Clancys & Steve Pieczeniks serie om Op-Center, Förenta Staternas specialkommando för hantering av krissituationer.
Paul Hood har nu avgått som chef och Michael New York för att lyssna till en konsert där deras dotter medverkar. Konserten ges för tio länders ambassadörer i säkerhetsrådets sessionssal. Hoods familj måste av säkerhetsskäl följa konserten via monitorer i ett annat rum.
Samtidigt sätter fem terrorister sina planer i verket att inta FN-byggnaden, ta gisslan och kräva en stor lösesumma. I en skåpbil kör de iklädda rånarhuvor rätt in i FN-husets entréhall, dödar fyra säkerhets- vakter och tar sig in i säkerhetsrådets sessionssal, där de tar de närvarande som gisslan och kräver att 250 miljoner dollar sätts in på ett schweiziskt bankkonto samt att de får fri lejd med helikopter. De hotar att döda en delegat i timmen till dess att man uppfyllt deras villkor.
Op-Center vill ingripa med sin insats-styrka men stoppas av amerikanska UD eftersom FN-huset är internationell mark. En delegat – en svensk – dödas av terroristerna. En FN-styrka på fem man ger sig in i lokalen men måste dra sig tillbaka. Den kvinnliga generalsekreteraren försöker förgäves förhandla med terroristerna. Till slut tvingas Hood och Rodgers att själva ingripa och Hood räddar i sista stund livet på sin dotter – och resten av gisslan…

### Fritagning
Kurdiska terrorister har anfallit en damm innanför Turkiets gränser. 
Detta hotar deras eget hemlands vattenförsörjning, men det är inte en vansinnig handling utan första steget i en plan: att framtvinga ett storkrig i Mellanöstern och dra in huvudaktörerna i den nya världsordningen.
Vad terroristerna inte vet är att det finns ett regionalt Op-Center i Turkiet, en mobil version av Förenta Staternas permanenta krishanteringsbyrå. Det är en avancerad anläggning för övervakning och informationsinsamling och dess personal kan se exakt vad de kurdiska rebellerna försöker göra. 
Men även terroristerna har möjligheter att ta fram hemligstämplad information. Och det regionala Op-Centret är ett kap de inte vill gå miste om.